# Liga de Campeones de la UEFA 2020-21
La Liga de Campeones de la UEFA 2020-21 fue la 66.ª edición de la competición y la 29.ª temporada desde que se renombró a Liga de Campeones de la UEFA.
La final estaba prevista para jugarse en el Estadio Olímpico Atatürk en Estambul (Turquía), aunque se discutió que por la pandemia por COVID-19 la UEFA reconsideraría jugar en Gran Bretaña, al impedir Inglaterra los desplazamientos a Turquía, por lo que no podría haber público en la final. Finalmente, la UEFA decidió mover la final al Estadio do Dragão, en Oporto (Portugal), tras no llegarse a un acuerdo con las autoridades inglesas para la entrada de público en la final.
El campeón de la edición 2019-20, Bayern Múnich, no pudo revalidar su título tras caer en los cuartos de final ante el París Saint-Germain por un marcador global de 3-3 y haciendo valer la regla del gol de visitante a favor del PSG.
El Chelsea obtuvo su segundo título en el torneo tras derrotar 1-0 a Manchester City con gol del alemán Kai Havertz en el partido final, que por primera vez llegaba a esta instancia. Al ser campeón, el equipo inglés jugó la Supercopa de Europa 2021 contra el campeón de la Liga de Europa 2020-21, Villarreal, venciéndolos en penales. Asimismo, clasificó a la Copa Mundial de Clubes.
Asimismo, en esta edición, Barcelona terminó una racha de 38 partidos sin perder como local tras caer 0-3 frente a Juventus en fase de grupos en la última jornada.
Igualmente, en esta edición hubo cuatro debutantes, el Stade Rennes Football Club francés y el Medipol Başakşehir Futbol Kulübü turco, quienes por primera vez disputaron el torneo, mientras que el Futbol'niy Klub Krasnodar ruso y el Football Club Midtjylland danés debutaron en la fase de grupos.
Mateo Kovačić entró en el grupo de 22 jugadores que ha ganado 4 Ligas de Campeones; también forma parte del grupo de 13 futbolistas que han ganado el torneo con 2 equipos diferentes (Real Madrid y Chelsea).

## Asignaciones
Participaron 79 equipos de 54 de las 55 federaciones miembro de la UEFA (a excepción de Liechtensteinque no tiene una liga propia). Para determinar el número de equipos participantes de cada asociación, se usa la clasificación de la asociación basada en los coeficientes de país de la UEFA:
- Las asociaciones 1–4 tienen cuatro equipos cada una.
- Las asociaciones 5–6 tienen tres equipos cada una.
- Las asociaciones 7–15 cada una tienen dos equipos clasificados.
- Las asociaciones 16–55 (excepto Liechtenstein) tienen cada uno un equipo clasificado.
- Los ganadores de la Liga de Campeones de la UEFA 2019-20 y de la Liga Europa de la UEFA 2019-20 se les otorgará una plaza adicional si no acceden a la Liga de Campeones 2020-21 a través de su liga local. En caso de que un campeón europeo también se haya clasificado por liga local, no se otorgará cupo al siguiente clasificado en el campeonato local, sino que ese cupo se asigna a la siguiente federación nacional según el ranking por el coeficiente UEFA.

### Clasificación de la asociación
Para la Liga de Campeones 2020-21, a las asociaciones se les asignan plazas de acuerdo con sus coeficientes de país de la UEFA 2019, que toma en cuenta su rendimiento en las competiciones europeas de 2014-15 a 2018-19.
Además de la asignación basada en los coeficientes del país, las asociaciones pueden tener equipos adicionales participando en la Liga de Campeones, como se indica a continuación:
- (LC) – Cupo adicional para los campeones de la Liga de Campeones
- (LE) – Cupo adicional para los campeones de la Liga Europa

| Clasif. | Asociación      | Coef.   | Equipos | Notas |
| ------- | --------------- | ------- | ------- | ----- |
| 1       | España          | 103.569 | 4       |       |
| 2       | Inglaterra      | 85.462  | 4       |       |
| 3       | Italia          | 74.725  | 4       |       |
| 4       | Alemania        | 71.927  | 4       |       |
| 5       | Francia         | 58.498  | 3       |       |
| 6       | Rusia           | 50.549  | 3       |       |
| 7       | Portugal        | 48.232  | 2       |       |
| 8       | Bélgica         | 39.900  | 2       |       |
| 9       | Ucrania         | 38.900  | 2       |       |
| 10      | Turquía         | 34.600  | 2       |       |
| 11      | Países Bajos    | 32.433  | 2       |       |
| 12      | Austria         | 31.250  | 2       |       |
| 13      | República Checa | 28.675  | 2       |       |
| 14      | Grecia          | 27.600  | 2       |       |
| 15      | Croacia         | 27.375  | 2       |       |
| 16      | Dinamarca       | 27.025  | 1       |       |
| 17      | Suiza           | 26.900  | 1       |       |
| 18      | Chipre          | 24.925  | 1       |       |
| 19      | Serbia          | 22.250  | 1       |       |

| Clasif. | Asociación          | Coef.  | Equipos | Notas |
| ------- | ------------------- | ------ | ------- | ----- |
| 20      | Escocia             | 22.125 | 1       |       |
| 21      | Bielorrusia         | 21.875 | 1       |       |
| 22      | Suecia              | 20.900 | 1       |       |
| 23      | Noruega             | 20.200 | 1       |       |
| 24      | Kazajistán          | 19.250 | 1       |       |
| 25      | Polonia             | 19.250 | 1       |       |
| 26      | Azerbaiyán          | 19.000 | 1       |       |
| 27      | Israel              | 18.625 | 1       |       |
| 28      | Bulgaria            | 17.500 | 1       |       |
| 29      | Rumania             | 15.950 | 1       |       |
| 30      | Eslovaquia          | 15.625 | 1       |       |
| 31      | Eslovenia           | 15.000 | 1       |       |
| 32      | Liechtenstein       | 13.500 | 0       |       |
| 33      | Hungría             | 10.500 | 1       |       |
| 34      | Macedonia del Norte | 8.000  | 1       |       |
| 35      | Moldavia            | 7.750  | 1       |       |
| 36      | Albania             | 7.500  | 1       |       |
| 37      | Irlanda             | 7.450  | 1       |       |

| Clasif. | Asociación           | Coef. | Equipos | Notas |
| ------- | -------------------- | ----- | ------- | ----- |
| 38      | Finlandia            | 7.275 | 1       |       |
| 39      | Islandia             | 7.250 | 1       |       |
| 40      | Bosnia y Herzegovina | 7.125 | 1       |       |
| 41      | Lituania             | 6.750 | 1       |       |
| 42      | Letonia              | 5.625 | 1       |       |
| 43      | Luxemburgo           | 5.500 | 1       |       |
| 44      | Armenia              | 5.250 | 1       |       |
| 45      | Malta                | 5.125 | 1       |       |
| 46      | Estonia              | 5.000 | 1       |       |
| 47      | Georgia              | 4.750 | 1       |       |
| 48      | Gales                | 4.125 | 1       |       |
| 49      | Montenegro           | 4.125 | 1       |       |
| 50      | Islas Feroe          | 4.000 | 1       |       |
| 51      | Gibraltar            | 4.000 | 1       |       |
| 52      | Irlanda del Norte    | 3.875 | 1       |       |
| 53      | Kosovo               | 2.500 | 1       |       |
| 54      | Andorra              | 1.831 | 1       |       |
| 55      | San Marino           | 0.666 | 1       |       |

### Distribución
Los equipos accederán de acuerdo a lo siguiente.
|                                           |                                           | Equipos que entran en esta fase | Equipos que provienen de la fase anterior                                                                  |
| ----------------------------------------- | ----------------------------------------- | --- | --- |
| Ronda preliminar (4 equipos)              | Ronda preliminar (4 equipos)              | - 4 campeones de las asociaciones 52-55 | |
| Primera ronda clasificatoria (34 equipos) | Primera ronda clasificatoria (34 equipos) | - 33 campeones de las asociaciones 18-51 (excluyendo Liechtenstein) | - 1 ganador de la ronda preliminar                                                                         |
| Segunda ronda clasificatoria              | Ruta de campeones (20 equipos)            | - 3 campeones de las asociaciones 15-17 | - 17 ganadores de la Primera ronda clasificatoria                                                          |
| Segunda ronda clasificatoria              | Ruta de liga (6 equipos)                  | - 6 subcampeones de las asociaciones 10-15 | |
| Tercera ronda clasificatoria              | Ruta de campeones (10 equipos)            | | - 10 ganadores de la segunda ronda - Ruta de campeones                                                     |
| Tercera ronda clasificatoria              | Ruta de liga (6 equipos)                  | - 3 subcampeones de las asociaciones 7-9 | - 3 ganadores de la segunda ronda - Ruta de liga                                                           |
| Ronda de Play-Off                         | Ruta de campeones (8 equipos)             | - 3 campeones de las asociaciones 12-14 | - 5 ganadores de la tercera ronda clasificatoria - Ruta de campeones                                       |
| Ronda de Play-Off                         | Ruta de liga (4 equipos)                  | - 1 tercero de la asociación 6 | - 3 ganadores de la tercera ronda clasificatoria - Ruta de liga                                            |
| Fase de grupos (32 equipos)               | Fase de grupos (32 equipos)               | - 11 campeones de las asociaciones 1-11 - 6 subcampeones de las asociaciones 1-6 - 5 equipos en tercer lugar de las asociaciones 1-5 - 4 equipos en cuarto lugar de las asociaciones 1-4 | - 4 ganadores de la ronda de Play-Off Ruta de campeones - 2 ganadores de la ronda de Play-Off Ruta de liga |
| Fase eliminatoria (16 equipos)            | Fase eliminatoria (16 equipos)            | | - 8 Primeros de grupo - 8 Segundos de grupo                                                                |

Se realizarán cambios en la lista de acceso anterior si los ganadores de la Liga de Campeones y/o la Liga Europa clasifican para el torneo a través de sus ligas nacionales.
- Si los ganadores de títulos de la Liga de Campeones clasifican para la fase de grupos a través de su liga nacional, los campeones de la asociación 11 (Países Bajos) entrarán en la fase de grupos, y los campeones de las asociaciones mejor clasificadas en rondas anteriores también serán promovidos en consecuencia.
- Si los ganadores de los títulos de la Europa League clasifican para la fase de grupos a través de su liga nacional, el tercer equipo de la asociación 5 (Francia) entrará en la fase de grupos, y los subcampeones de las asociaciones mejor clasificadas en la segunda ronda de clasificación también ser promovido en consecuencia.
- Si los ganadores de la Liga de Campeones y/o la Liga Europa clasifican para las rondas clasificatorias a través de su liga nacional, su lugar en las rondas clasificatorias queda vacante, y los equipos de las asociaciones mejor clasificadas en las rondas anteriores serán promovidos en consecuencia.
- Una asociación puede tener un máximo de cinco equipos en la Liga de Campeones. Por lo tanto, si los ganadores de la Liga de Campeones y de la Liga Europa provienen de la misma asociación entre los cuatro primeros y terminan fuera de los cuatro primeros de su liga nacional, el equipo de la liga en el cuarto lugar no competirá en la Liga de Campeones y en cambio competirá en la Liga Europa.

## Equipos
La siguiente lista de equipos clasificados es provisional, sujeta a la confirmación final de la UEFA en junio de 2020, ya que cada equipo participante debe obtener una licencia de club de la UEFA. Todos los equipos clasificados están incluidos en esta lista siempre que no hayan sido prohibidos por la UEFA o no hayan fallado su apelación final con su asociación de fútbol al obtener una licencia.
Las posiciones de los equipos en sus respectivas ligas se muestra entre paréntesis. En cursiva los equipos debutantes.
Para el proceso de clasificación véase Fase clasificatoria 2020-21.
| Fase de grupos               | Fase de grupos          | Fase de grupos                  | Fase de grupos                 |
| ---------------------------- | ----------------------- | ------------------------------- | ------------------------------ |
| Real Madrid (1.°)            | Chelsea (4.°)           | RB Leipzig (3.°)                | Porto (1.°)                    |
| Barcelona (2.°)              | Juventus (1.°)          | Borussia Mönchengladbach (4.°)  | Brujas (CAN-1.°)               |
| Atlético de Madrid (3.°)     | Inter de Milán (2.°)    | París Saint-Germain (CAN-1.°)   | Shakhtar Donetsk (1.°)         |
| Sevilla (4.°)LE              | Atalanta (3.°)          | Olympique de Marsella (CAN-2.°) | Istanbul Başakşehir (1.°)      |
| Liverpool (1.°)              | Lazio (4.°)             | Stade Rennes (CAN-3.°)          | Ajax (CAN-1.°)                 |
| Manchester City (2.°)        | Bayern Múnich (1.°)CV   | Zenit San Petersburgo (1.°)     |                                |
| Manchester United (3.°)      | Borussia Dortmund (2.°) | Lokomotiv Moscú (2.°)           |                                |
| Ronda de Play-Off            |                         |                                 |                                |
| Ruta de campeones            | Ruta de campeones       | Ruta de campeones               | Ruta de liga                   |
| Red Bull Salzburgo (1.°)     | Olympiacos (1.°)        | Slavia Praga (1.°)              | Krasnodar (3.°)                |
| Tercera ronda clasificatoria |                         |                                 |                                |
| Ruta de campeones            | Ruta de liga            | Ruta de liga                    | Ruta de liga                   |
|                              | Gent (CAN-2.°)          | Dinamo de Kiev (2.°)            | Benfica (2.°)                  |
| Segunda ronda clasificatoria |                         |                                 |                                |
| Ruta de campeones            | Ruta de campeones       | Ruta de liga                    | Ruta de liga                   |
| Dinamo Zagreb (1.°)          | Dinamo Zagreb (1.°)     | Beşiktaş (3.°)                  | Viktoria Plzeñ (2.°)           |
| Midtjylland (1.°)            | Midtjylland (1.°)       | AZ Alkmaar (CAN-2.°)            | PAOK Salónica (2.°)            |
| Young Boys (1.°)             | Young Boys (1.°)        | Rapid Viena (2.°)               | Lokomotiva Zagreb (2.°)        |
| Primera ronda clasificatoria |                         |                                 |                                |
| Omonia Nicosia (CAN-1.°)     | Maccabi Tel Aviv (1.°)  | Dundalk (1.°)                   | Flora (1.°)                    |
| Estrella Roja (1.°)          | Ludogorets (1.°)        | KuPS (1.°)                      | Dinamo Tbilisi (1.°)           |
| Celtic (CAN-1.°)             | CFR Cluj (1.°)          | KR (1.°)                        | Connah's Quay Nomads (CAN-1.°) |
| Dinamo Brest (1.°)           | Slovan Bratislava (1.°) | Sarajevo (CAN-1.°)              | Budućnost (1.°)                |
| Djurgårdens (1.°)            | Celje (1.°)             | Sūduva (1.°)                    | KÍ Klaksvík (1.°)              |
| Molde (1.°)                  | Ferencváros (1.°)       | Riga (1.°)                      | Europa (CAN-1.°)               |
| Astana (1.°)                 | Sileks (CAN-2.°)        | Fola Esch (CAN-1.°)             |                                |
| Legia Varsovia (1.°)         | Sheriff Tiraspol (1.°)  | Ararat-Armenia (1.°)            |                                |
| Qarabağ (CAN-1.°)            | Tirana (1.°)            | Floriana (CAN-1.°)              |                                |
| Ronda preliminar             |                         |                                 |                                |
| Linfield (1.°)               | Drita (1.°)             | Inter Club d'Escaldes (1.°)     | Tre Fiori (1.°)                |

## Calendario
El calendario de la competición es el siguiente, todos los sorteos se llevan a cabo en la sede de la UEFA en Nyon, Suiza.
| Fase              | Ronda             | Sorteo                  | Ida                                                            | Vuelta                                                         |
| ----------------- | ----------------- | ----------------------- | -------------------------------------------------------------- | -------------------------------------------------------------- |
| Clasificación     | Ronda preliminar  | 17 de julio de 2020     | 8 de agosto de 2020 (Semifinales)                              | 11 de agosto de 2020 (Final)                                   |
| Clasificación     | Primera ronda     | 9 de agosto de 2020     | 18–19 de agosto de 2020                                        | 18–19 de agosto de 2020                                        |
| Clasificación     | Segunda ronda     | 10 de agosto de 2020    | 25–26 de agosto de 2020                                        | 25–26 de agosto de 2020                                        |
| Clasificación     | Tercera ronda     | 31 de agosto de 2020    | 15–16 de septiembre de 2020                                    | 15–16 de septiembre de 2020                                    |
| Play-off          | Ronda de Play-off | 1 de septiembre de 2020 | 22–23 de septiembre de 2020                                    | 29–30 de septiembre de 2020                                    |
| Fase de grupos    | Jornada 1         | 1 de octubre de 2020    | 20–21 de octubre de 2020                                       | 20–21 de octubre de 2020                                       |
| Fase de grupos    | Jornada 2         | 1 de octubre de 2020    | 27–28 de octubre de 2020                                       | 27–28 de octubre de 2020                                       |
| Fase de grupos    | Jornada 3         | 1 de octubre de 2020    | 3-4 de noviembre de 2020                                       | 3-4 de noviembre de 2020                                       |
| Fase de grupos    | Jornada 4         | 1 de octubre de 2020    | 24–25 de noviembre de 2020                                     | 24–25 de noviembre de 2020                                     |
| Fase de grupos    | Jornada 5         | 1 de octubre de 2020    | 1–2 de diciembre de 2020                                       | 1–2 de diciembre de 2020                                       |
| Fase de grupos    | Jornada 6         | 1 de octubre de 2020    | 8–9 de diciembre de 2020                                       | 8–9 de diciembre de 2020                                       |
| Fase eliminatoria | Octavos           | 14 de diciembre de 2020 | 16–17 y 23–24 de febrero de 2021                               | 9–10 y 16–17 de marzo de 2021                                  |
| Fase eliminatoria | Cuartos           | 19 de marzo de 2021     | 6–7 de abril de 2021                                           | 13–14 de abril de 2021                                         |
| Fase eliminatoria | Semifinales       | 19 de marzo de 2021     | 27–28 de abril de 2021                                         | 4–5 de mayo de 2021                                            |
| Fase eliminatoria | Final             | 19 de marzo de 2021     | 29 de mayo de 2021 en el Estadio do Dragão en Oporto, Portugal | 29 de mayo de 2021 en el Estadio do Dragão en Oporto, Portugal |

## Ronda preliminar
En la ronda preliminar, cuatro equipos se dividen en dos bombos, en esta ocasión según lo coeficientes de países por clubes de UEFA. Jugarán dos semifinales, y los ganadores de las mismas jugarán una final para definir al equipo que jugará la primera ronda previa. Los perdedores de las semifinales y la final ingresan a la segunda ronda de clasificación de la Liga de Europa de la UEFA.
|  | Semifinales           | Semifinales |                |   | Final | Final |
|  |                       |             |                |   |       |       |
|  | 8 de agosto – Suiza   |             |                |   |       |       |
|  |                       |             |                |   |       |       |
|  | Drita                 | 2           |                |   |       |       |
|  | Drita                 | 2           | agosto – Suiza |   |       |       |
|  | Inter Club d'Escaldes | 1           |                |   |       |       |
|  | Inter Club d'Escaldes | 1           | Drita          | 0 |       |       |
|  | 8 de agosto – Suiza   |             | Drita          | 0 |       |       |
|  |                       | Linfield    | 3              |   |       |       |
|  | Tre Fiori             | Linfield    | 3              | 0 |       |       |
|  | Tre Fiori             |             |                | 0 |       |       |
|  | Linfield              | 2           |                |   |       |       |
|  | Linfield              | 2           |                |   |       |       |

La final fue suspendida tras el descubrimiento de dos casos positivos de COVID-19 en la plantilla del Drita. Se le otorgó la victoria a Linfield por 3-0.

## Fase clasificatoria

### Primera ronda clasificatoria
Un total de 34 equipos participaron en la primera ronda de clasificación: 33 equipos que ingresan en esta ronda y el ganador de la ronda preliminar. Los perdedores de esta ronda entrarán en la segunda ronda de clasificación de la Liga Europa de la UEFA 2020-21.
| Equipo 1             | Resultado      | Equipo 2           |
| -------------------- | -------------- | ------------------ |
| Ferencváros          | 2–0            | Djurgårdens        |
| Celtic               | 6–0            | KR                 |
| Legia Varsovia       | 1–0            | Linfield           |
| Sheriff Tiraspol     | 2–0            | Fola Esch          |
| Connah's Quay Nomads | 0–2            | Sarajevo           |
| Estrella Roja        | 5–0            | Europa             |
| Budućnost Podgorica  | 1–3            | Ludogorets Razgrad |
| Ararat-Armenia       | 0–1 (t. s.)    | Omonia Nicosia     |
| Floriana             | 0–2            | CFR Cluj           |
| Maccabi Tel Aviv     | 2–0            | Riga               |
| Qarabağ              | 4–0            | Sileks             |
| Dinamo Tbilisi       | 0–2            | Tirana             |
| Dinamo Brest         | 6–3            | Astana             |
| Molde                | 5–0            | KuPS               |
| Flora                | 1–1 (2:4 pen.) | Sūduva             |
| Celje                | 3–0            | Dundalk            |
| KÍ                   | 3–0            | Slovan Bratislava  |

### Segunda ronda clasificatoria
La segunda ronda de clasificación se divide en dos secciones: Ruta de Campeones (para los campeones de la liga) y Ruta de Liga (para los no campeones de la liga). Los perdedores de esta ronda entraron en la tercera ronda de clasificación de la Liga Europa de la UEFA 2020-21.
Un total de 26 equipos participaron en la segunda ronda de clasificación.
| Equipo 1           | Resultado      | Equipo 2         |
| ------------------ | -------------- | ---------------- |
| CFR Cluj           | 2–2 (5:6 pen.) | Dinamo Zagreb    |
| Young Boys         | 3–1            | KÍ               |
| Celtic             | 1–2            | Ferencváros      |
| Sūduva             | 0–3            | Maccabi Tel Aviv |
| Legia Varsovia     | 0–2 (t. s.)    | Omonia Nicosia   |
| Celje              | 1–2            | Molde            |
| Ludogorets Razgrad | 0–1            | Midtjylland      |
| Dinamo Brest       | 2–1            | Sarajevo         |
| Qarabağ            | 2–1            | Sheriff Tiraspol |
| Tirana             | 0–1            | Estrella Roja    |

| Equipo 1          | Resultado   | Equipo 2        |
| ----------------- | ----------- | --------------- |
| AZ Alkmaar        | 3–1 (t. s.) | Viktoria Pilsen |
| PAOK Salónica     | 3–1         | Beşiktaş        |
| Lokomotiva Zagreb | 0–1         | Rapid Viena     |

### Tercera ronda clasificatoria
La Tercera ronda de clasificación se divide en dos secciones: Ruta de Campeones (para los campeones de la liga) y Ruta de Liga (para los no campeones de la liga). Los perdedores de la Ruta de Campeones entrarán en la Cuarta ronda de clasificación de la Liga Europa de la UEFA 2020-21, mientras que los perdedores de la Ruta de liga lo harán en la fase de grupos.
Un total de 16 equipos participarán en la tercera ronda de clasificación.
| Equipo 1         | Resultado      | Equipo 2      |
| ---------------- | -------------- | ------------- |
| Ferencváros      | 2–1            | Dinamo Zagreb |
| Qarabağ          | 0–0 (5:6 pen.) | Molde         |
| Omonia Nicosia   | 1–1 (4:2 pen.) | Estrella Roja |
| Midtjylland      | 3–0            | Young Boys    |
| Maccabi Tel Aviv | 1–0            | Dinamo Brest  |

| Equipo 1       | Resultado | Equipo 2    |
| -------------- | --------- | ----------- |
| PAOK Salónica  | 2–1       | Benfica     |
| Dinamo de Kiev | 2–0       | AZ Alkmaar  |
| Gent           | 2–1       | Rapid Viena |

### Ronda dePlay-Off
Esta ronda la disputan 12 equipos, 8 en la ruta de campeones y 4 en la ruta de liga. Los ganadores de ambas rutas clasifican a la fase de grupos y los perdedores de ambas rutas van a la fase de grupos de la Liga Europa 2020-21. 
| Equipo 1         | Agr.     | Equipo 2           | Ida | Vuelta |
| ---------------- | -------- | ------------------ | --- | ------ |
| Slavia Praga     | 1–4      | Midtjylland        | 0–0 | 1–4    |
| Maccabi Tel Aviv | 2–5      | Red Bull Salzburgo | 1–2 | 1–3    |
| Olympiacos       | 2–0      | Omonia Nicosia     | 2–0 | 0–0    |
| Molde            | 3–3 (v.) | Ferencváros        | 3–3 | 0–0    |

| Equipo 1  | Agr. | Equipo 2       | Ida | Vuelta |
| --------- | ---- | -------------- | --- | ------ |
| Krasnodar | 4–2  | PAOK Salónica  | 2–1 | 2–1    |
| Gent      | 1–5  | Dinamo de Kiev | 1–2 | 0–3    |

## Fase de grupos
Los 32 equipos se dividen en ocho grupos de cuatro, con la restricción de que los equipos de la misma asociación, así como los equipos de Rusia y Ucrania no pueden enfrentarse entre sí. Para el sorteo, los equipos se dividen en cuatro bombos.
- El bombo 1 contiene a los campeones de la Liga de Campeones y de la Liga Europa, y los campeones de las ligas de las seis mejores asociaciones según el coeficiente de países de la UEFA (están ordenados de acuerdo al Ranking UEFA de clubes por países). Si uno o ambos equipos campeones de la Liga de Campeones y Liga Europa también son campeones de las ligas de las asociaciones principales, los campeones de las ligas de las siguientes asociaciones con mejor clasificación también se clasifican para el bombo 1.

- Los bombos 2, 3 y 4 contienen los equipos restantes, ordenados en función de sus coeficientes de clubes de la UEFA.

En cada grupo, los equipos juegan unos contra otros en casa y fuera en un formato de todos contra ningún equipo. Los ganadores de grupo y los subcampeones avanzan a la ronda de octavos de final, mientras que los equipos en tercer lugar entran en la ronda de la dieciseisavos de final de la Liga Europa de la UEFA 2020-21.
Un total de 32 equipos juegan en la fase de grupos: 26 equipos que entran en esta fase y los 6 ganadores de la ronda de play-off (4 de la Ruta de Campeones y 2 de la Ruta de Liga). En esta edición hubo cuatro debutantes en fase de grupos: el Stade Rennes Football Club francés, el Medipol Başakşehir Futbol Kulübü turco, el Futbol'niy Klub Krasnodar ruso y el Football Club Midtjylland danés.
Nota: en cursiva debutantes en la Liga de Campeones.
| Bombo 1 | Bombo 2 | Bombo 3 | Bombo 4 |
| --- | --- | --- | --- |
| Bayern MúnichCV CC: 136.000 SevillaLE CC: 102.000 Real Madrid CC: 134.000 Juventus CC: 117.000 París Saint-Germain CC: 113.000 Liverpool CC: 99.000 Porto CC: 75.000 Zenit San Petersburgo CC: 64.000 | Barcelona CC: 128.000 Atlético de Madrid CC: 127.000 Manchester City CC: 116.000 Manchester United CC: 100.000 Shakhtar Donetsk CC: 85.000 Borussia Dortmund CC: 85.000 Chelsea CC: 83.000 Ajax CC: 69.500 | Dinamo de Kiev CC: 55.000 Red Bull Salzburgo CC: 53.500 RB Leipzig CC: 49.000 Inter de Milán CC: 44.000 Olympiacos CC: 43.000 Lazio CC: 41.000 Krasnodar CC: 35.500 Atalanta CC: 33.500 | Lokomotiv Moscú CC: 33.000 Olympique de Marsella CC: 31.000 Brujas CC: 28.500 Borussia Mönchengladbach CC: 26.000 Istanbul Başakşehir CC: 21.500 Midtjylland CC: 14.500 Stade Rennes CC: 14.000 Ferencváros CC: 9.000 |

- CV: accede como cabeza de serie por ser el club campeón de la Liga de Campeones 2019-20.
- LE: accede como cabeza de serie por ser el club campeón de la Liga Europa 2019-20.

Leyendas
     — Clasificados a Fases Eliminatorias
     — Transferidos a la Liga de Europa 2020-21
     — Eliminados

### Grupo A
| Equipo             | Pts. | PJ | PG | PE | PP | GF | GC | Dif. | Notas                          |
| ------------------ | ---- | -- | -- | -- | -- | -- | -- | ---- | ------------------------------ |
| Bayern Múnich      | 16   | 6  | 5  | 1  | 0  | 18 | 5  | 13   | Clasificado a octavos de final |
| Atlético de Madrid | 9    | 6  | 2  | 3  | 1  | 7  | 8  | -1   | Clasificado a octavos de final |
| Red Bull Salzburgo | 4    | 6  | 1  | 1  | 4  | 10 | 17 | -7   | Acceso a Liga Europa           |
| Lokomotiv Moscú    | 3    | 6  | 0  | 3  | 3  | 5  | 10 | -5   |                                |

|     | BAY   | ATM   | SAL   | LOK   |
| --- | ----- | ----- | ----- | ----- |
| BAY |       | 4 – 0 | 3 – 1 | 2 – 0 |
| ATM | 1 – 5 |       | 2 – 4 | 0 – 5 |
| SAL | 2 – 6 | 2 – 0 |       | 2 – 2 |
| LOK | 1 – 2 | 5 – 1 | 1 – 3 |       |

### Grupo B
| Equipo             | Pts. | PJ | PG | PE | PP | GF | GC | Dif. | Notas                          |
| ------------------ | ---- | -- | -- | -- | -- | -- | -- | ---- | ------------------------------ |
| Real Madrid        | 10   | 6  | 3  | 1  | 2  | 11 | 9  | 2    | Clasificado a octavos de final |
| B. Monchengladbach | 8    | 6  | 2  | 2  | 2  | 16 | 9  | 7    | Clasificado a octavos de final |
| Shakhtar Donetsk   | 8    | 6  | 2  | 2  | 2  | 5  | 12 | -7   | Acceso a Liga Europa           |
| Inter de Milán     | 6    | 6  | 1  | 3  | 2  | 7  | 9  | -2   |                                |

|     | RMA   | SHA   | INT   | BMO   |
| --- | ----- | ----- | ----- | ----- |
| RMA |       | 2 – 3 | 3 – 2 | 2 – 0 |
| SHA | 2 – 0 |       | 0 – 0 | 0 – 6 |
| INT | 0 – 2 | 0 – 0 |       | 2 – 2 |
| BMO | 2 – 2 | 4 – 0 | 2 – 3 |       |

### Grupo C
| Equipo                | Pts. | PJ | PG | PE | PP | GF | GC | Dif. | Notas                          |
| --------------------- | ---- | -- | -- | -- | -- | -- | -- | ---- | ------------------------------ |
| Manchester City       | 16   | 6  | 5  | 1  | 0  | 13 | 1  | 12   | Clasificado a octavos de final |
| Porto                 | 13   | 6  | 4  | 1  | 1  | 10 | 3  | 7    | Clasificado a octavos de final |
| Olympiacos            | 3    | 6  | 1  | 0  | 5  | 2  | 10 | -8   | Acceso a Liga Europa           |
| Olympique de Marsella | 3    | 6  | 1  | 0  | 5  | 2  | 13 | -11  |                                |

|     | POR   | MCI   | OLY   | MAR   |
| --- | ----- | ----- | ----- | ----- |
| POR |       | 0 – 0 | 2 – 0 | 3 – 0 |
| MCI | 3 – 1 |       | 3 – 0 | 3 – 0 |
| OLY | 0 – 2 | 0 – 1 |       | 1 – 0 |
| MAR | 0 – 2 | 0 – 3 | 2 – 1 |       |

### Grupo D
| Equipo      | Pts. | PJ | PG | PE | PP | GF | GC | Dif. | Notas                          |
| ----------- | ---- | -- | -- | -- | -- | -- | -- | ---- | ------------------------------ |
| Liverpool   | 13   | 6  | 4  | 1  | 1  | 10 | 3  | 7    | Clasificado a octavos de final |
| Atalanta    | 11   | 6  | 3  | 2  | 1  | 10 | 8  | 2    | Clasificado a octavos de final |
| Ajax        | 7    | 6  | 2  | 1  | 3  | 7  | 7  | 0    | Acceso a Liga Europa           |
| Midtjylland | 2    | 6  | 0  | 2  | 4  | 4  | 13 | -9   |                                |

|     | LIV   | AJA   | ATA   | MID   |
| --- | ----- | ----- | ----- | ----- |
| LIV |       | 1 – 0 | 0 – 2 | 2 – 0 |
| AJA | 0 – 1 |       | 0 – 1 | 3 – 1 |
| ATA | 0 – 5 | 2 – 2 |       | 1 – 1 |
| MID | 1 – 1 | 1 – 2 | 0 – 4 |       |

### Grupo E
| Equipo       | Pts. | PJ | PG | PE | PP | GF | GC | Dif. | Notas                          |
| ------------ | ---- | -- | -- | -- | -- | -- | -- | ---- | ------------------------------ |
| Chelsea      | 14   | 6  | 4  | 2  | 0  | 14 | 2  | 12   | Clasificado a octavos de final |
| Sevilla      | 13   | 6  | 4  | 1  | 1  | 9  | 8  | 1    | Clasificado a octavos de final |
| Krasnodar    | 5    | 6  | 1  | 2  | 3  | 6  | 11 | -5   | Acceso a Liga Europa           |
| Stade Rennes | 1    | 6  | 0  | 1  | 5  | 3  | 11 | -8   |                                |

|     | SEV   | CHE   | KRA   | REN   |
| --- | ----- | ----- | ----- | ----- |
| SEV |       | 0 – 4 | 3 – 2 | 1 – 0 |
| CHE | 0 – 0 |       | 1 – 1 | 3 – 0 |
| KRA | 1 – 2 | 0 – 4 |       | 1 – 0 |
| REN | 1 – 3 | 1 – 2 | 1 – 1 |       |

### Grupo F
| Equipo                | Pts. | PJ | PG | PE | PP | GF | GC | Dif. | Notas                          |
| --------------------- | ---- | -- | -- | -- | -- | -- | -- | ---- | ------------------------------ |
| Borussia Dortmund     | 13   | 6  | 4  | 1  | 1  | 12 | 5  | 7    | Clasificado a octavos de final |
| Lazio                 | 10   | 6  | 2  | 4  | 0  | 11 | 7  | 4    | Clasificado a octavos de final |
| Brujas                | 8    | 6  | 2  | 2  | 2  | 8  | 10 | -2   | Acceso a Liga Europa           |
| Zenit San Petersburgo | 1    | 6  | 0  | 1  | 5  | 4  | 13 | -9   |                                |

|     | ZEN   | DOR   | LAZ   | BRU   |
| --- | ----- | ----- | ----- | ----- |
| ZEN |       | 1 – 2 | 1 – 1 | 1 – 2 |
| DOR | 2 – 0 |       | 1 – 1 | 3 – 0 |
| LAZ | 3 – 1 | 3 – 1 |       | 2 – 2 |
| BRU | 3 – 0 | 0 – 3 | 1 – 1 |       |

### Grupo G
| Equipo         | Pts. | PJ | PG | PE | PP | GF | GC | Dif. | Notas                          |
| -------------- | ---- | -- | -- | -- | -- | -- | -- | ---- | ------------------------------ |
| Juventus       | 15   | 6  | 5  | 0  | 1  | 14 | 4  | 10   | Clasificado a octavos de final |
| Barcelona      | 15   | 6  | 5  | 0  | 1  | 16 | 5  | 11   | Clasificado a octavos de final |
| Dinamo de Kiev | 4    | 6  | 1  | 1  | 4  | 4  | 13 | -9   | Acceso a Liga Europa           |
| Ferencváros    | 1    | 6  | 0  | 1  | 5  | 5  | 17 | -12  |                                |

|     | JUV   | BAR   | DKI   | FER   |
| --- | ----- | ----- | ----- | ----- |
| JUV |       | 0 – 2 | 3 – 0 | 2 – 1 |
| BAR | 0 – 3 |       | 2 – 1 | 5 – 1 |
| DKI | 0 – 2 | 0 – 4 |       | 1 – 0 |
| FER | 1 – 4 | 0 – 3 | 2 – 2 |       |

### Grupo H
| Equipo              | Pts. | PJ | PG | PE | PP | GF | GC | Dif. | Notas                          |
| ------------------- | ---- | -- | -- | -- | -- | -- | -- | ---- | ------------------------------ |
| París Saint-Germain | 12   | 6  | 4  | 0  | 2  | 13 | 6  | 7    | Clasificado a octavos de final |
| RB Leipzig          | 12   | 6  | 4  | 0  | 2  | 11 | 12 | -1   | Clasificado a octavos de final |
| Manchester United   | 9    | 6  | 3  | 0  | 3  | 15 | 10 | 5    | Acceso a Liga Europa           |
| Istanbul Başakşehir | 3    | 6  | 1  | 0  | 5  | 7  | 18 | -11  |                                |

|     | PSG   | MUN   | RBL   | BAS   |
| --- | ----- | ----- | ----- | ----- |
| PSG |       | 1 – 2 | 1 – 0 | 5 – 1 |
| MUN | 1 – 3 |       | 5 – 0 | 4 – 1 |
| RBL | 2 – 1 | 3 – 3 |       | 2 – 0 |
| BAS | 0 – 2 | 2 – 2 | 3 – 4 |       |

## Fase eliminatoria
En la fase eliminatoria, los equipos juegan uno contra el otro en dos partidos, uno en casa y otro como visitante (a excepción de la final a partido único), y luego se hacen dos sumas de los goles, una para cada equipo. El ganador del total de goles del conjunto de dos partidos pasa a la siguiente fase. El mecanismo de los sorteos para cada ronda es el siguiente:
- En el sorteo de los octavos de final, los ocho ganadores de grupo son cabezas de serie, y los ocho segundos de grupo no lo son. Los cabezas de serie se enfrentan a un segundo de grupo, jugando el partido de vuelta en casa. Los equipos del mismo grupo o de la misma asociación no se pueden enfrentar.
- En los sorteos de los cuartos de final en adelante, no hay cabezas de serie. Los equipos del mismo grupo o la misma asociación se pueden enfrentar entre sí.

| Grupo | Bombo 1 (Líderes de grupo) | Bombo 2 (Segundos de grupo) |
| ----- | -------------------------- | --------------------------- |
| A     | Bayern Múnich              | Atlético de Madrid          |
| B     | Real Madrid                | Borussia Mönchengladbach    |
| C     | Manchester City            | Porto                       |
| D     | Liverpool                  | Atalanta                    |
| E     | Chelsea                    | Sevilla                     |
| F     | Borussia Dortmund          | Lazio                       |
| G     | Juventus                   | Barcelona                   |
| H     | París Saint-Germain        | RB Leipzig                  |

### Eliminatorias
|  | Octavos de final                                                    | Octavos de final                                                    | Octavos de final                                                    | Octavos de final                                                    | Octavos de final                                                    |   |    | Cuartos de final                                               | Cuartos de final                                               | Cuartos de final                                               | Cuartos de final                                               | Cuartos de final                                               |  |    | Semifinales                                                   | Semifinales                                                   | Semifinales                                                   | Semifinales                                                   | Semifinales                                                   |  |    | Final                                        | Final                                        | Final                                        |  |
|  | 16 al 24 de febrero de 2021 (ida) 9 al 17 de marzo de 2021 (vuelta) | 16 al 24 de febrero de 2021 (ida) 9 al 17 de marzo de 2021 (vuelta) | 16 al 24 de febrero de 2021 (ida) 9 al 17 de marzo de 2021 (vuelta) | 16 al 24 de febrero de 2021 (ida) 9 al 17 de marzo de 2021 (vuelta) | 16 al 24 de febrero de 2021 (ida) 9 al 17 de marzo de 2021 (vuelta) |   |    | 6 y 7 de abril de 2021 (ida) 13 y 14 de abril de 2021 (vuelta) | 6 y 7 de abril de 2021 (ida) 13 y 14 de abril de 2021 (vuelta) | 6 y 7 de abril de 2021 (ida) 13 y 14 de abril de 2021 (vuelta) | 6 y 7 de abril de 2021 (ida) 13 y 14 de abril de 2021 (vuelta) | 6 y 7 de abril de 2021 (ida) 13 y 14 de abril de 2021 (vuelta) |  |    | 27 y 28 de abril de 2021 (ida) 4 y 5 de mayo de 2021 (vuelta) | 27 y 28 de abril de 2021 (ida) 4 y 5 de mayo de 2021 (vuelta) | 27 y 28 de abril de 2021 (ida) 4 y 5 de mayo de 2021 (vuelta) | 27 y 28 de abril de 2021 (ida) 4 y 5 de mayo de 2021 (vuelta) | 27 y 28 de abril de 2021 (ida) 4 y 5 de mayo de 2021 (vuelta) |  |    | 29 de mayo de 2021 Estadio do Dragão, Oporto | 29 de mayo de 2021 Estadio do Dragão, Oporto | 29 de mayo de 2021 Estadio do Dragão, Oporto |  |
|  |                                                                     |                                                                     |                                                                     |                                                                     |                                                                     |   |    |                                                                |                                                                |                                                                |                                                                |                                                                |  |    |                                                               |                                                               |                                                               |                                                               |                                                               |  |    |                                              |                                              |                                              |  |
|  |                                                                     |                                                                     |                                                                     |                                                                     |                                                                     |   |    |                                                                |                                                                |                                                                |                                                                |                                                                |  |    |                                                               |                                                               |                                                               |                                                               |                                                               |  |    |                                              |                                              |                                              |  |
|  | 2F                                                                  | Lazio                                                               | 1                                                                   | 1                                                                   | 2                                                                   |   |    |                                                                |                                                                |                                                                |                                                                |                                                                |  |    |                                                               |                                                               |                                                               |                                                               |                                                               |  |    |                                              |                                              |                                              |  |
|  | 2F                                                                  | Lazio                                                               | 1                                                                   | 1                                                                   | 2                                                                   |   |    |                                                                |                                                                |                                                                |                                                                |                                                                |  |    |                                                               |                                                               |                                                               |                                                               |                                                               |  |    |                                              |                                              |                                              |  |
|  | 1A                                                                  | Bayern Múnich                                                       | 4                                                                   | 2                                                                   | 6                                                                   |   |    |                                                                |                                                                |                                                                |                                                                |                                                                |  |    |                                                               |                                                               |                                                               |                                                               |                                                               |  |    |                                              |                                              |                                              |  |
|  | 1A                                                                  | Bayern Múnich                                                       | 4                                                                   | 2                                                                   | 6                                                                   |   | 1A | Bayern Múnich                                                  | 2                                                              | 1                                                              | 3                                                              |                                                                |  |    |                                                               |                                                               |                                                               |                                                               |                                                               |  |    |                                              |                                              |                                              |  |
|  |                                                                     |                                                                     |                                                                     |                                                                     |                                                                     |   | 1A | Bayern Múnich                                                  | 2                                                              | 1                                                              | 3                                                              |                                                                |  |    |                                                               |                                                               |                                                               |                                                               |                                                               |  |    |                                              |                                              |                                              |  |
|  |                                                                     |                                                                     | 1H                                                                  | Paris Saint-Germain (v.)                                            | 3                                                                   | 0 | 3  |                                                                |                                                                |                                                                |                                                                |                                                                |  |    |                                                               |                                                               |                                                               |                                                               |                                                               |  |    |                                              |                                              |                                              |  |
|  | 2G                                                                  | Barcelona                                                           | 1H                                                                  | Paris Saint-Germain (v.)                                            | 3                                                                   | 0 | 3  | 1                                                              | 1                                                              | 2                                                              |                                                                |                                                                |  |    |                                                               |                                                               |                                                               |                                                               |                                                               |  |    |                                              |                                              |                                              |  |
|  | 2G                                                                  | Barcelona                                                           |                                                                     |                                                                     |                                                                     |   |    |                                                                |                                                                | 2                                                              |                                                                |                                                                |  |    |                                                               |                                                               |                                                               |                                                               |                                                               |  |    |                                              |                                              |                                              |  |
|  | 1H                                                                  | Paris Saint-Germain                                                 | 4                                                                   | 1                                                                   | 5                                                                   |   |    |                                                                |                                                                |                                                                |                                                                |                                                                |  |    |                                                               |                                                               |                                                               |                                                               |                                                               |  |    |                                              |                                              |                                              |  |
|  | 1H                                                                  | Paris Saint-Germain                                                 | 4                                                                   | 1                                                                   | 5                                                                   |   |    |                                                                |                                                                |                                                                |                                                                |                                                                |  | 1H | Paris Saint-Germain                                           | 1                                                             | 0                                                             | 1                                                             |                                                               |  |    |                                              |                                              |                                              |  |
|  |                                                                     |                                                                     |                                                                     |                                                                     |                                                                     |   |    |                                                                |                                                                |                                                                |                                                                |                                                                |  | 1H | Paris Saint-Germain                                           | 1                                                             | 0                                                             | 1                                                             |                                                               |  |    |                                              |                                              |                                              |  |
|  |                                                                     |                                                                     | 1C                                                                  | Manchester City                                                     | 2                                                                   | 2 | 4  |                                                                |                                                                |                                                                |                                                                |                                                                |  |    |                                                               |                                                               |                                                               |                                                               |                                                               |  |    |                                              |                                              |                                              |  |
|  | 2B                                                                  | Borussia Mönchengladbach                                            | 1C                                                                  | Manchester City                                                     | 2                                                                   | 2 | 4  | 0                                                              | 0                                                              | 0                                                              |                                                                |                                                                |  |    |                                                               |                                                               |                                                               |                                                               |                                                               |  |    |                                              |                                              |                                              |  |
|  | 2B                                                                  | Borussia Mönchengladbach                                            |                                                                     |                                                                     |                                                                     |   |    |                                                                |                                                                | 0                                                              |                                                                |                                                                |  |    |                                                               |                                                               |                                                               |                                                               |                                                               |  |    |                                              |                                              |                                              |  |
|  | 1C                                                                  | Manchester City                                                     | 2                                                                   | 2                                                                   | 4                                                                   |   |    |                                                                |                                                                |                                                                |                                                                |                                                                |  |    |                                                               |                                                               |                                                               |                                                               |                                                               |  |    |                                              |                                              |                                              |  |
|  | 1C                                                                  | Manchester City                                                     | 2                                                                   | 2                                                                   | 4                                                                   |   | 1C | Manchester City                                                | 2                                                              | 2                                                              | 4                                                              |                                                                |  |    |                                                               |                                                               |                                                               |                                                               |                                                               |  |    |                                              |                                              |                                              |  |
|  |                                                                     |                                                                     |                                                                     |                                                                     |                                                                     |   | 1C | Manchester City                                                | 2                                                              | 2                                                              | 4                                                              |                                                                |  |    |                                                               |                                                               |                                                               |                                                               |                                                               |  |    |                                              |                                              |                                              |  |
|  |                                                                     |                                                                     | 1F                                                                  | Borussia Dortmund                                                   | 1                                                                   | 1 | 2  |                                                                |                                                                |                                                                |                                                                |                                                                |  |    |                                                               |                                                               |                                                               |                                                               |                                                               |  |    |                                              |                                              |                                              |  |
|  | 2E                                                                  | Sevilla                                                             | 1F                                                                  | Borussia Dortmund                                                   | 1                                                                   | 1 | 2  | 2                                                              | 2                                                              | 4                                                              |                                                                |                                                                |  |    |                                                               |                                                               |                                                               |                                                               |                                                               |  |    |                                              |                                              |                                              |  |
|  | 2E                                                                  | Sevilla                                                             |                                                                     |                                                                     |                                                                     |   |    |                                                                |                                                                | 4                                                              |                                                                |                                                                |  |    |                                                               |                                                               |                                                               |                                                               |                                                               |  |    |                                              |                                              |                                              |  |
|  | 1F                                                                  | Borussia Dortmund                                                   | 3                                                                   | 2                                                                   | 5                                                                   |   |    |                                                                |                                                                |                                                                |                                                                |                                                                |  |    |                                                               |                                                               |                                                               |                                                               |                                                               |  |    |                                              |                                              |                                              |  |
|  | 1F                                                                  | Borussia Dortmund                                                   | 3                                                                   | 2                                                                   | 5                                                                   |   |    |                                                                |                                                                |                                                                |                                                                |                                                                |  |    |                                                               |                                                               |                                                               |                                                               |                                                               |  | 1C | Manchester City                              | 0                                            |                                              |  |
|  |                                                                     |                                                                     |                                                                     |                                                                     |                                                                     |   |    |                                                                |                                                                |                                                                |                                                                |                                                                |  |    |                                                               |                                                               |                                                               |                                                               |                                                               |  | 1C | Manchester City                              | 0                                            |                                              |  |
|  |                                                                     |                                                                     | 1E                                                                  | Chelsea                                                             | 1                                                                   |   |    |                                                                |                                                                |                                                                |                                                                |                                                                |  |    |                                                               |                                                               |                                                               |                                                               |                                                               |  |    |                                              |                                              |                                              |  |
|  | 2D                                                                  | Atalanta                                                            | 1E                                                                  | Chelsea                                                             | 1                                                                   | 0 | 1  | 1                                                              |                                                                |                                                                |                                                                |                                                                |  |    |                                                               |                                                               |                                                               |                                                               |                                                               |  |    |                                              |                                              |                                              |  |
|  | 2D                                                                  | Atalanta                                                            |                                                                     |                                                                     |                                                                     |   |    |                                                                |                                                                |                                                                |                                                                |                                                                |  |    |                                                               |                                                               |                                                               |                                                               |                                                               |  |    |                                              |                                              |                                              |  |
|  | 1B                                                                  | Real Madrid                                                         | 1                                                                   | 3                                                                   | 4                                                                   |   |    |                                                                |                                                                |                                                                |                                                                |                                                                |  |    |                                                               |                                                               |                                                               |                                                               |                                                               |  |    |                                              |                                              |                                              |  |
|  | 1B                                                                  | Real Madrid                                                         | 1                                                                   | 3                                                                   | 4                                                                   |   | 1B | Real Madrid                                                    | 3                                                              | 0                                                              | 3                                                              |                                                                |  |    |                                                               |                                                               |                                                               |                                                               |                                                               |  |    |                                              |                                              |                                              |  |
|  |                                                                     |                                                                     |                                                                     |                                                                     |                                                                     |   | 1B | Real Madrid                                                    | 3                                                              | 0                                                              | 3                                                              |                                                                |  |    |                                                               |                                                               |                                                               |                                                               |                                                               |  |    |                                              |                                              |                                              |  |
|  |                                                                     |                                                                     | 1D                                                                  | Liverpool                                                           | 1                                                                   | 0 | 1  |                                                                |                                                                |                                                                |                                                                |                                                                |  |    |                                                               |                                                               |                                                               |                                                               |                                                               |  |    |                                              |                                              |                                              |  |
|  | 2H                                                                  | RB Leipzig                                                          | 1D                                                                  | Liverpool                                                           | 1                                                                   | 0 | 1  | 0                                                              | 0                                                              | 0                                                              |                                                                |                                                                |  |    |                                                               |                                                               |                                                               |                                                               |                                                               |  |    |                                              |                                              |                                              |  |
|  | 2H                                                                  | RB Leipzig                                                          |                                                                     |                                                                     |                                                                     |   |    |                                                                |                                                                | 0                                                              |                                                                |                                                                |  |    |                                                               |                                                               |                                                               |                                                               |                                                               |  |    |                                              |                                              |                                              |  |
|  | 1D                                                                  | Liverpool                                                           | 2                                                                   | 2                                                                   | 4                                                                   |   |    |                                                                |                                                                |                                                                |                                                                |                                                                |  |    |                                                               |                                                               |                                                               |                                                               |                                                               |  |    |                                              |                                              |                                              |  |
|  | 1D                                                                  | Liverpool                                                           | 2                                                                   | 2                                                                   | 4                                                                   |   |    |                                                                |                                                                |                                                                |                                                                |                                                                |  | 1B | Real Madrid                                                   | 1                                                             | 0                                                             | 1                                                             |                                                               |  |    |                                              |                                              |                                              |  |
|  |                                                                     |                                                                     |                                                                     |                                                                     |                                                                     |   |    |                                                                |                                                                |                                                                |                                                                |                                                                |  | 1B | Real Madrid                                                   | 1                                                             | 0                                                             | 1                                                             |                                                               |  |    |                                              |                                              |                                              |  |
|  |                                                                     |                                                                     | 1E                                                                  | Chelsea                                                             | 1                                                                   | 2 | 3  |                                                                |                                                                |                                                                |                                                                |                                                                |  |    |                                                               |                                                               |                                                               |                                                               |                                                               |  |    |                                              |                                              |                                              |  |
|  | 2C                                                                  | Porto (t. s.) (v.)                                                  | 1E                                                                  | Chelsea                                                             | 1                                                                   | 2 | 3  | 2                                                              | 2                                                              | 4                                                              |                                                                |                                                                |  |    |                                                               |                                                               |                                                               |                                                               |                                                               |  |    |                                              |                                              |                                              |  |
|  | 2C                                                                  | Porto (t. s.) (v.)                                                  |                                                                     |                                                                     |                                                                     |   |    |                                                                |                                                                | 4                                                              |                                                                |                                                                |  |    |                                                               |                                                               |                                                               |                                                               |                                                               |  |    |                                              |                                              |                                              |  |
|  | 1G                                                                  | Juventus                                                            | 1                                                                   | 3                                                                   | 4                                                                   |   |    |                                                                |                                                                |                                                                |                                                                |                                                                |  |    |                                                               |                                                               |                                                               |                                                               |                                                               |  |    |                                              |                                              |                                              |  |
|  | 1G                                                                  | Juventus                                                            | 1                                                                   | 3                                                                   | 4                                                                   |   | 2C | Porto                                                          | 0                                                              | 1                                                              | 1                                                              |                                                                |  |    |                                                               |                                                               |                                                               |                                                               |                                                               |  |    |                                              |                                              |                                              |  |
|  |                                                                     |                                                                     |                                                                     |                                                                     |                                                                     |   | 2C | Porto                                                          | 0                                                              | 1                                                              | 1                                                              |                                                                |  |    |                                                               |                                                               |                                                               |                                                               |                                                               |  |    |                                              |                                              |                                              |  |
|  |                                                                     |                                                                     | 1E                                                                  | Chelsea                                                             | 2                                                                   | 0 | 2  |                                                                |                                                                |                                                                |                                                                |                                                                |  |    |                                                               |                                                               |                                                               |                                                               |                                                               |  |    |                                              |                                              |                                              |  |
|  | 2A                                                                  | Atlético de Madrid                                                  | 1E                                                                  | Chelsea                                                             | 2                                                                   | 0 | 2  | 0                                                              | 0                                                              | 0                                                              |                                                                |                                                                |  |    |                                                               |                                                               |                                                               |                                                               |                                                               |  |    |                                              |                                              |                                              |  |
|  | 2A                                                                  | Atlético de Madrid                                                  |                                                                     |                                                                     |                                                                     |   |    |                                                                |                                                                | 0                                                              |                                                                |                                                                |  |    |                                                               |                                                               |                                                               |                                                               |                                                               |  |    |                                              |                                              |                                              |  |
|  | 1E                                                                  | Chelsea                                                             | 1                                                                   | 2                                                                   | 3                                                                   |   |    |                                                                |                                                                |                                                                |                                                                |                                                                |  |    |                                                               |                                                               |                                                               |                                                               |                                                               |  |    |                                              |                                              |                                              |  |
|  | 1E                                                                  | Chelsea                                                             | 1                                                                   | 2                                                                   | 3                                                                   |   |    |                                                                |                                                                |                                                                |                                                                |                                                                |  |    |                                                               |                                                               |                                                               |                                                               |                                                               |  |    |                                              |                                              |                                              |  |
|  |                                                                     |                                                                     |                                                                     |                                                                     |                                                                     |   |    |                                                                |                                                                |                                                                |                                                                |                                                                |  |    |                                                               |                                                               |                                                               |                                                               |                                                               |  |    |                                              |                                              |                                              |  |

### Octavos de final
| Equipo 1                 | Agr.             | Equipo 2            | Ida | Vuelta |
| ------------------------ | ---------------- | ------------------- | --- | ------ |
| Borussia Mönchengladbach | 0–4              | Manchester City     | 0–2 | 0–2    |
| Lazio                    | 2–6              | Bayern Múnich       | 1–4 | 1–2    |
| Atlético de Madrid       | 0–3              | Chelsea             | 0–1 | 0–2    |
| RB Leipzig               | 0–4              | Liverpool           | 0–2 | 0–2    |
| Porto                    | 4–4 (v.) (t. s.) | Juventus            | 2–1 | 2–3    |
| Barcelona                | 2–5              | París Saint-Germain | 1–4 | 1–1    |
| Sevilla                  | 4–5              | Borussia Dortmund   | 2–3 | 2–2    |
| Atalanta                 | 1–4              | Real Madrid         | 0–1 | 1–3    |

### Cuartos de final
| Equipo 1        | Agr.     | Equipo 2            | Ida | Vuelta |
| --------------- | -------- | ------------------- | --- | ------ |
| Manchester City | 4–2      | Borussia Dortmund   | 2–1 | 2–1    |
| Porto           | 1–2      | Chelsea             | 0–2 | 1–0    |
| Bayern Múnich   | 3–3 (v.) | París Saint-Germain | 2–3 | 1–0    |
| Real Madrid     | 3–1      | Liverpool           | 3–1 | 0–0    |

### Semifinales
| Equipo 1            | Agr. | Equipo 2        | Ida | Vuelta |
| ------------------- | ---- | --------------- | --- | ------ |
| París Saint-Germain | 1–4  | Manchester City | 1–2 | 0–2    |
| Real Madrid         | 1–3  | Chelsea         | 1–1 | 0–2    |

### Final
| 31    | POR   | Ederson Moraes      |     |
| 2     | DEF   | Kyle Walker         |     |
| 5     | DEF   | John Stones         |     |
| 3     | DEF   | Rúben Dias          |     |
| 11    | DEF   | Oleksandr Zinchenko |     |
| 8     | MED   | İlkay Gündoğan      |     |
| 17    | MED   | Kevin De Bruyne     | 60' |
| 20    | MED   | Bernardo Silva      | 64' |
| 26    | DEL   | Riyad Mahrez        |     |
| 47    | DEL   | Phil Foden          |     |
| 7     | DEL   | Raheem Sterling     | 77' |
| D. T. | D. T. | Pep Guardiola       |     |

| 16    | POR   | Édouard Mendy     |     |
| 6     | DEF   | Thiago Silva      | 38' |
| 24    | DEF   | Reece James       |     |
| 2     | DEF   | Antonio Rüdiger   |     |
| 28    | DEF   | César Azpilicueta |     |
| 21    | DEF   | Ben Chilwell      |     |
| 7     | MED   | N'Golo Kanté      |     |
| 5     | MED   | Jorginho          |     |
| 19    | MED   | Mason Mount       | 80' |
| 29    | MED   | Kai Havertz       |     |
| 11    | DEL   | Timo Werner       | 66' |
| D. T. | D. T. | Thomas Tuchel     |     |

| 9  | DEL | Gabriel Jesus | 60' |
| 25 | MED | Fernandinho   | 64' |
| 10 | DEL | Sergio Agüero | 77' |

| 4  | DEF | Andreas Christensen | 38' |
| 10 | MED | Christian Pulisic   | 66' |
| 17 | MED | Mateo Kovačić       | 80' |

| 42' | Kai Havertz | 0-1 |

| 35' · 88' | İlkay Gündoğan Gabriel Jesus |

| 57' · | Antonio Rüdiger |

| Principal  | Antonio Mateu Lahoz            |
| Asistentes | Pau Cebrián Devis              |
|            | Roberto Díaz Pérez del Palomar |
| Cuarto     | Carlos del Cerro Grande        |

| VAR            | Alejandro Hernández Hernández |
| Asistentes VAR | Juan Martínez Munuera         |
|                | Íñigo Prieto López de Cerain  |
|                | Pawel Gil                     |

|                    |     |     |
| Tiros              | 9   | 8   |
| Tiros a puerta     | 3   | 2   |
| Faltas             | 14  | 13  |
| Saques de esquina  | 3   | 1   |
| Penaltis           | 0   | 0   |
| Fueras de juego    | 1   | 3   |
| Posesión del balón | 61% | 39% |

| Alineación inicial |

| 31    | POR   | Ederson Moraes      |     |
| 2     | DEF   | Kyle Walker         |     |
| 5     | DEF   | John Stones         |     |
| 3     | DEF   | Rúben Dias          |     |
| 11    | DEF   | Oleksandr Zinchenko |     |
| 8     | MED   | İlkay Gündoğan      |     |
| 17    | MED   | Kevin De Bruyne     | 60' |
| 20    | MED   | Bernardo Silva      | 64' |
| 26    | DEL   | Riyad Mahrez        |     |
| 47    | DEL   | Phil Foden          |     |
| 7     | DEL   | Raheem Sterling     | 77' |
| D. T. | D. T. | Pep Guardiola       |     |

| 16    | POR   | Édouard Mendy     |     |
| 6     | DEF   | Thiago Silva      | 38' |
| 24    | DEF   | Reece James       |     |
| 2     | DEF   | Antonio Rüdiger   |     |
| 28    | DEF   | César Azpilicueta |     |
| 21    | DEF   | Ben Chilwell      |     |
| 7     | MED   | N'Golo Kanté      |     |
| 5     | MED   | Jorginho          |     |
| 19    | MED   | Mason Mount       | 80' |
| 29    | MED   | Kai Havertz       |     |
| 11    | DEL   | Timo Werner       | 66' |
| D. T. | D. T. | Thomas Tuchel     |     |

| 9  | DEL | Gabriel Jesus | 60' |
| 25 | MED | Fernandinho   | 64' |
| 10 | DEL | Sergio Agüero | 77' |

| 4  | DEF | Andreas Christensen | 38' |
| 10 | MED | Christian Pulisic   | 66' |
| 17 | MED | Mateo Kovačić       | 80' |

| 42' | Kai Havertz | 0-1 |

| 35' · 88' | İlkay Gündoğan Gabriel Jesus |

| 57' · | Antonio Rüdiger |

| Principal  | Antonio Mateu Lahoz            |
| Asistentes | Pau Cebrián Devis              |
|            | Roberto Díaz Pérez del Palomar |
| Cuarto     | Carlos del Cerro Grande        |

| VAR            | Alejandro Hernández Hernández |
| Asistentes VAR | Juan Martínez Munuera         |
|                | Íñigo Prieto López de Cerain  |
|                | Pawel Gil                     |

|                    |     |     |
| Tiros              | 9   | 8   |
| Tiros a puerta     | 3   | 2   |
| Faltas             | 14  | 13  |
| Saques de esquina  | 3   | 1   |
| Penaltis           | 0   | 0   |
| Fueras de juego    | 1   | 3   |
| Posesión del balón | 61% | 39% |

| Alineación inicial |

| 31    | POR   | Ederson Moraes      |     |
| 2     | DEF   | Kyle Walker         |     |
| 5     | DEF   | John Stones         |     |
| 3     | DEF   | Rúben Dias          |     |
| 11    | DEF   | Oleksandr Zinchenko |     |
| 8     | MED   | İlkay Gündoğan      |     |
| 17    | MED   | Kevin De Bruyne     | 60' |
| 20    | MED   | Bernardo Silva      | 64' |
| 26    | DEL   | Riyad Mahrez        |     |
| 47    | DEL   | Phil Foden          |     |
| 7     | DEL   | Raheem Sterling     | 77' |
| D. T. | D. T. | Pep Guardiola       |     |

| 16    | POR   | Édouard Mendy     |     |
| 6     | DEF   | Thiago Silva      | 38' |
| 24    | DEF   | Reece James       |     |
| 2     | DEF   | Antonio Rüdiger   |     |
| 28    | DEF   | César Azpilicueta |     |
| 21    | DEF   | Ben Chilwell      |     |
| 7     | MED   | N'Golo Kanté      |     |
| 5     | MED   | Jorginho          |     |
| 19    | MED   | Mason Mount       | 80' |
| 29    | MED   | Kai Havertz       |     |
| 11    | DEL   | Timo Werner       | 66' |
| D. T. | D. T. | Thomas Tuchel     |     |

| 9  | DEL | Gabriel Jesus | 60' |
| 25 | MED | Fernandinho   | 64' |
| 10 | DEL | Sergio Agüero | 77' |

| 4  | DEF | Andreas Christensen | 38' |
| 10 | MED | Christian Pulisic   | 66' |
| 17 | MED | Mateo Kovačić       | 80' |

| 42' | Kai Havertz | 0-1 |

| 35' · 88' | İlkay Gündoğan Gabriel Jesus |

| 57' · | Antonio Rüdiger |

| Principal  | Antonio Mateu Lahoz            |
| Asistentes | Pau Cebrián Devis              |
|            | Roberto Díaz Pérez del Palomar |
| Cuarto     | Carlos del Cerro Grande        |

| VAR            | Alejandro Hernández Hernández |
| Asistentes VAR | Juan Martínez Munuera         |
|                | Íñigo Prieto López de Cerain  |
|                | Pawel Gil                     |

|                    |     |     |
| Tiros              | 9   | 8   |
| Tiros a puerta     | 3   | 2   |
| Faltas             | 14  | 13  |
| Saques de esquina  | 3   | 1   |
| Penaltis           | 0   | 0   |
| Fueras de juego    | 1   | 3   |
| Posesión del balón | 61% | 39% |

| Alineación inicial |

| 31    | POR   | Ederson Moraes      |     |
| 2     | DEF   | Kyle Walker         |     |
| 5     | DEF   | John Stones         |     |
| 3     | DEF   | Rúben Dias          |     |
| 11    | DEF   | Oleksandr Zinchenko |     |
| 8     | MED   | İlkay Gündoğan      |     |
| 17    | MED   | Kevin De Bruyne     | 60' |
| 20    | MED   | Bernardo Silva      | 64' |
| 26    | DEL   | Riyad Mahrez        |     |
| 47    | DEL   | Phil Foden          |     |
| 7     | DEL   | Raheem Sterling     | 77' |
| D. T. | D. T. | Pep Guardiola       |     |

| 16    | POR   | Édouard Mendy     |     |
| 6     | DEF   | Thiago Silva      | 38' |
| 24    | DEF   | Reece James       |     |
| 2     | DEF   | Antonio Rüdiger   |     |
| 28    | DEF   | César Azpilicueta |     |
| 21    | DEF   | Ben Chilwell      |     |
| 7     | MED   | N'Golo Kanté      |     |
| 5     | MED   | Jorginho          |     |
| 19    | MED   | Mason Mount       | 80' |
| 29    | MED   | Kai Havertz       |     |
| 11    | DEL   | Timo Werner       | 66' |
| D. T. | D. T. | Thomas Tuchel     |     |

| 9  | DEL | Gabriel Jesus | 60' |
| 25 | MED | Fernandinho   | 64' |
| 10 | DEL | Sergio Agüero | 77' |

| 4  | DEF | Andreas Christensen | 38' |
| 10 | MED | Christian Pulisic   | 66' |
| 17 | MED | Mateo Kovačić       | 80' |

| 42' | Kai Havertz | 0-1 |

| 35' · 88' | İlkay Gündoğan Gabriel Jesus |

| 57' · | Antonio Rüdiger |

| Principal  | Antonio Mateu Lahoz            |
| Asistentes | Pau Cebrián Devis              |
|            | Roberto Díaz Pérez del Palomar |
| Cuarto     | Carlos del Cerro Grande        |

| VAR            | Alejandro Hernández Hernández |
| Asistentes VAR | Juan Martínez Munuera         |
|                | Íñigo Prieto López de Cerain  |
|                | Pawel Gil                     |

|                    |     |     |
| Tiros              | 9   | 8   |
| Tiros a puerta     | 3   | 2   |
| Faltas             | 14  | 13  |
| Saques de esquina  | 3   | 1   |
| Penaltis           | 0   | 0   |
| Fueras de juego    | 1   | 3   |
| Posesión del balón | 61% | 39% |

| Alineación inicial |

|                            |
| Bandera de Inglaterra      |
| Campeón Chelsea 2.º título |

## Estadísticas

### Tabla de goleadores
Nota: No contabilizados los partidos y goles en rondas previas.
| \| Pos. \| Jugador \| Goles \| Part. (Min.) \| Prom. \| Club \| \| ---- \| ------------------ \| ----- \| ------------ \| ----- \| ------------------------ \| \| 1 \| Erling Haaland \| 10 \| 8 (705') \| 1.25 \| Borussia Dortmund \| \| 2 \| Kylian Mbappé \| 8 \| 10 (900') \| 0.80 \| París Saint-Germain \| \| 3 \| Neymar \| 6 \| 9 (746') \| 0.67 \| París Saint-Germain \| \| = \| Álvaro Morata \| 6 \| 8 (597') \| 0.75 \| Juventus \| \| = \| Mohamed Salah \| 6 \| 10 (781') \| 0.60 \| Liverpool \| \| = \| Olivier Giroud \| 6 \| 7 (257') \| 0.86 \| Chelsea \| \| = \| Youssef En-Nesyri \| 6 \| 8 (386') \| 0.75 \| Sevilla \| \| = \| Marcus Rashford \| 6 \| 6 (416') \| 1.00 \| Manchester United \| \| = \| Karim Benzema \| 6 \| 10 (842') \| 0.67 \| Real Madrid \| \| 10 \| Alassane Pléa \| 5 \| 8 (540') \| 0.63 \| Borussia Mönchengladbach \| \| = \| Ciro Immobile \| 5 \| 5 (417') \| 1.00 \| Lazio \| \| = \| Lionel Messi \| 5 \| 6 (540') \| 0.83 \| Barcelona \| \| = \| Robert Lewandowski \| 5 \| 6 (514') \| 0.83 \| Bayern Múnich \| \| = \| Sérgio Oliveira \| 5 \| 8 (740') \| 0.63 \| Porto \| Actualizado al último partido disputado el 29 de mayo de 2021 (de acuerdo a la página oficial de la competición). |                    |       |              |       |                          |
| Pos. | Jugador            | Goles | Part. (Min.) | Prom. | Club                     |
| 1 | Erling Haaland     | 10    | 8 (705')     | 1.25  | Borussia Dortmund        |
| 2 | Kylian Mbappé      | 8     | 10 (900')    | 0.80  | París Saint-Germain      |
| 3 | Neymar             | 6     | 9 (746')     | 0.67  | París Saint-Germain      |
| = | Álvaro Morata      | 6     | 8 (597')     | 0.75  | Juventus                 |
| = | Mohamed Salah      | 6     | 10 (781')    | 0.60  | Liverpool                |
| = | Olivier Giroud     | 6     | 7 (257')     | 0.86  | Chelsea                  |
| = | Youssef En-Nesyri  | 6     | 8 (386')     | 0.75  | Sevilla                  |
| = | Marcus Rashford    | 6     | 6 (416')     | 1.00  | Manchester United        |
| = | Karim Benzema      | 6     | 10 (842')    | 0.67  | Real Madrid              |
| 10 | Alassane Pléa      | 5     | 8 (540')     | 0.63  | Borussia Mönchengladbach |
| = | Ciro Immobile      | 5     | 5 (417')     | 1.00  | Lazio                    |
| = | Lionel Messi       | 5     | 6 (540')     | 0.83  | Barcelona                |
| = | Robert Lewandowski | 5     | 6 (514')     | 0.83  | Bayern Múnich            |
| = | Sérgio Oliveira    | 5     | 8 (740')     | 0.63  | Porto                    |

### Jugadores con tres o más goles en un partido
| Pos. | Jugador         | Goles | Fecha                  | Local               |                       | Resultado |                       | Visitante                | Reporte          |
| ---- | --------------- | ----- | ---------------------- | ------------------- | --------------------- | --------- | --------------------- | ------------------------ | ---------------- |
| 1    | Marcus Rashford | 3     | 28 de octubre de 2020  | Manchester United   | Bandera de Inglaterra | 5 - 0     | Bandera de Alemania   | RB Leipzig               | Jornada 2        |
| 2    | Alassane Pléa   | 3     | 3 de noviembre de 2020 | Shakhtar Donetsk    | Bandera de Ucrania    | 0 - 6     | Bandera de Alemania   | Borussia Mönchengladbach | Jornada 3        |
| 3    | Diogo Jota      | 3     | 3 de noviembre de 2020 | Atalanta            | Bandera de Italia     | 0 - 5     | Bandera de Inglaterra | Liverpool                | Jornada 3        |
| 4    | İrfan Kahveci   | 3     | 2 de diciembre de 2020 | Istanbul Başakşehir | Bandera de Turquía    | 3 - 4     | Bandera de Alemania   | RB Leipzig               | Jornada 5        |
| 5    | Olivier Giroud  | 4     | 2 de diciembre de 2020 | Sevilla             | Bandera de España     | 0 - 4     | Bandera de Inglaterra | Chelsea                  | Jornada 5        |
| 6    | Neymar          | 3     | 9 de diciembre de 2020 | París Saint-Germain | Bandera de Francia    | 5 - 1     | Bandera de Turquía    | Istanbul Başakşehir      | Jornada 6        |
| 7    | Kylian Mbappé   | 3     | 16 de febrero de 2021  | Barcelona           | Bandera de España     | 1 - 4     | Bandera de Francia    | París Saint-Germain      | Octavos de final |

## Jugador del partido
La UEFA entrega un premio oficial al Jugador del Partido después de cada partido de la fase de eliminatorias de la UEFA Champions League con el objetivo de reconocer a los mejores jugadores de la máxima competición europea de clubes.
| Octavos de final   | Octavos de final | Cuartos de final  | Cuartos de final | Semifinales     | Semifinales | Final        | Final       |
| Jugador            | Partido          | Jugador           | Partido          | Jugador         | Partido     | Jugador      | Partido     |
| ------------------ | ---------------- | ----------------- | ---------------- | --------------- | ----------- | ------------ | ----------- |
| Mohamed Salah      | RBL 0:2 LIV      | Kevin De Bruyne   | MCI 2:1 DOR      | N'Golo Kanté    | RMA 1:1 CHE | N'Golo Kanté | MCI 0:1 CHE |
| Kylian Mbappé      | BAR 1:4 PSG      | Vinícius Júnior   | RMA 3:1 LIV      | Kevin De Bruyne | PSG 1:2 MCI |              |             |
| Sérgio Oliveira    | POR 2:1 JUV      | Jorginho          | POR 0:2 CHE      | N'Golo Kanté    | CHE 2:0 RMA |              |             |
| Erling Haaland     | SEV 2:3 DOR      | Kylian Mbappé     | MUN 2:3 PSG      | Rúben Dias      | MCI 2:0 PSG |              |             |
| Robert Lewandowski | LAZ 1:4 MUN      | İlkay Gündoğan    | DOR 1:2 MCI      |                 |             |              |             |
| Olivier Giroud     | ATM 0:1 CHE      | Casemiro          | LIV 0:0 RMA      |                 |             |              |             |
| João Cancelo       | BMG 0:2 MCI      | Christian Pulisic | CHE 0:1 POR      |                 |             |              |             |
| Ferland Mendy      | ATA 0:1 RMA      | Neymar            | PSG 0:1 MUN      |                 |             |              |             |
| Fabinho            | LIV 2:0 RBL      |                   |                  |                 |             |              |             |
| Keylor Navas       | PSG 1:1 BAR      |                   |                  |                 |             |              |             |
| Sérgio Oliveira    | JUV 2:3 POR      |                   |                  |                 |             |              |             |
| Erling Haaland     | DOR 2:2 SEV      |                   |                  |                 |             |              |             |
| Joshua Kimmich     | MUN 2:1 LAZ      |                   |                  |                 |             |              |             |
| N'Golo Kanté       | CHE 2:0 ATM      |                   |                  |                 |             |              |             |
| Kevin De Bruyne    | MCI 2:0 BMG      |                   |                  |                 |             |              |             |
| Luka Modrić        | RMA 3:1 ATA      |                   |                  |                 |             |              |             |

### Rendimiento general
Nota: No contabilizadas las estadísticas en rondas previas.
| Club | Club                     | Pts. | PJ | PG | PE | PP | GF | GC | Dif. | Rend.  |
| ---- | ------------------------ | ---- | -- | -- | -- | -- | -- | -- | ---- | ------ |
| 1    | Chelsea                  | 30   | 13 | 9  | 3  | 1  | 23 | 4  | 19   | 76.92% |
| 2    | Manchester City          | 34   | 13 | 11 | 1  | 1  | 25 | 5  | 20   | 87.18% |
| 3    | Real Madrid              | 21   | 12 | 6  | 3  | 3  | 19 | 14 | 5    | 58.33% |
| 4    | París Saint-Germain      | 19   | 12 | 6  | 1  | 5  | 22 | 15 | 7    | 52.78% |
| 5    | Bayern Múnich            | 25   | 10 | 8  | 1  | 1  | 27 | 10 | 17   | 83.33% |
| 6    | Liverpool                | 20   | 10 | 6  | 2  | 2  | 15 | 6  | 9    | 66.67% |
| 7    | Porto                    | 19   | 10 | 6  | 1  | 3  | 15 | 9  | 6    | 63.33% |
| 8    | Borussia Dortmund        | 17   | 10 | 5  | 2  | 3  | 19 | 13 | 6    | 56.67% |
| 9    | Juventus                 | 18   | 8  | 6  | 0  | 2  | 18 | 8  | 10   | 75%    |
| 10   | Barcelona                | 16   | 8  | 5  | 1  | 2  | 18 | 10 | 8    | 66.67% |
| 11   | Sevilla                  | 14   | 8  | 4  | 2  | 2  | 13 | 13 | 0    | 58.33% |
| 12   | RB Leipzig               | 12   | 8  | 4  | 0  | 4  | 11 | 16 | -5   | 50%    |
| 13   | Atalanta                 | 11   | 8  | 3  | 2  | 3  | 11 | 12 | -1   | 45.83% |
| 14   | Lazio                    | 10   | 8  | 2  | 4  | 2  | 13 | 13 | 0    | 41.67% |
| 15   | Atlético de Madrid       | 9    | 8  | 2  | 3  | 3  | 7  | 11 | -4   | 37.5%  |
| 16   | Borussia Mönchengladbach | 8    | 8  | 2  | 2  | 4  | 16 | 13 | 3    | 33.33% |
| 17   | Manchester United        | 9    | 6  | 3  | 0  | 3  | 15 | 10 | 5    | 50%    |
| 18   | Brujas                   | 8    | 6  | 2  | 2  | 2  | 8  | 10 | -2   | 44.44% |
| 19   | Shakhtar Donetsk         | 8    | 6  | 2  | 2  | 2  | 5  | 12 | -7   | 44.44% |
| 20   | Ajax                     | 7    | 6  | 2  | 1  | 3  | 7  | 7  | 0    | 38.89% |
| 21   | Inter de Milán           | 6    | 6  | 1  | 3  | 2  | 7  | 9  | -2   | 33.33% |
| 22   | Krasnodar                | 5    | 6  | 1  | 2  | 3  | 6  | 11 | -5   | 27.78% |
| 23   | Red Bull Salzburgo       | 4    | 6  | 1  | 1  | 4  | 10 | 17 | -7   | 22.22% |
| 24   | Dinamo de Kiev           | 4    | 6  | 1  | 1  | 4  | 4  | 13 | -9   | 22.22% |
| 25   | Lokomotiv Moscú          | 3    | 6  | 0  | 3  | 3  | 5  | 10 | -5   | 16.67% |
| 26   | Olympiacos               | 3    | 6  | 1  | 0  | 5  | 2  | 10 | -8   | 16.67% |
| 27   | Istanbul Başakşehir      | 3    | 6  | 1  | 0  | 5  | 7  | 18 | -11  | 16.67% |
| 28   | Olympique de Marsella    | 3    | 6  | 1  | 0  | 5  | 2  | 13 | -11  | 16.67% |
| 29   | Midtjylland              | 2    | 6  | 0  | 2  | 4  | 4  | 13 | -9   | 11.11% |
| 30   | Stade Rennes             | 1    | 6  | 0  | 1  | 5  | 3  | 11 | -8   | 5.56%  |
| 31   | Zenit San Petersburgo    | 1    | 6  | 0  | 1  | 5  | 4  | 13 | -9   | 5.56%  |
| 32   | Ferencváros              | 1    | 6  | 0  | 1  | 5  | 5  | 17 | -12  | 5.56%  |